# Svartliden (naturreservat)
Svartliden är ett naturreservat i Piteå kommun i Norrbottens län.
Området är naturskyddat sedan 1997 och är 0,7 kvadratkilometer stort. Reservatet omfattar en del av västsluttningen av Svartliden. Reservatet består mest av gammal gran.